# NGC 2669
NGC 2669 ist die Bezeichnung für einen offenen Sternhaufen im Sternbild Segel des Schiffs. NGC 2669 hat einen Durchmesser von 14 Bogenminuten und eine scheinbare Helligkeit von 6,1 mag. Das Objekt wurde am 11. April 1834 von John Herschel entdeckt, aber auch vom persischen Astronomen Abd ar-Rahman as-Sufi im Jahr 964 registriert.